# 科里涅齊克
50°54′47″N 33°10′58″E / 50.91306°N 33.18278°E
科里涅齊克（烏克蘭語：Корінецьке），是烏克蘭北部的村莊，隸屬切爾尼希夫州的普里盧基區。該村處於羅緬河畔，始建於1629年，面積1.39平方公里，海拔高度126米，2001年人口456。